# Domingos José Martins
Domingos José Martins (Sítio Caxangá, 9 de maio de 1781 – Salvador, 12 de junho de 1817) foi um comerciante e revolucionário brasileiro.
Nascido no Espírito Santo, estabeleceu-se no Recife em 1813. Era Pernambuco, àquela altura, a capitania portuguesa mais rica do Brasil, e possuía a elite intelectualmente mais preparada da colônia.
Foi líder e mártir da Revolução Pernambucana, importante movimento republicano ocorrido em 1817. Entusiasta dos ideais liberais e ligado à maçonaria inglesa, Domingos andava de braços dados com negros e mulatos, concordando quando ouvia que eram todos iguais, uma ousadia em meio a uma região ainda escravista e patrimonialista.
Condenado à morte pelo crime de lesa-majestade assim como outros treze revolucionários pernambucanos, foi fuzilado em 12 de junho de 1817. Seu nome está inscrito no Livro dos Heróis da Pátria.

## Os primeiros anos
Filho do capitão de milícias Joaquim José Martins e de D. Joana Luíza de Santa Clara Martins, Domingos José Martins nasceu no Sítio Caxangá, atual Marataízes, no Espírito Santo. O seu pai comandava o "Quartel" de estrada, criado em 1810, em frente à Ilha das Andorinhas na localidade (praia) de Boa Vista, ao sul de Marataízes, ali localizado para fiscalizar e impedir o desembarque clandestino de africanos. O quartel também servia de apoio e proteção aos viajantes dos ataques dos índios botocudos e puris. Depois de dar baixa da carreira militar, passou a exercer atividade comercial em casa assombrada na antiga rua das Flores.
Iniciou os estudos primários na capital do estado do Espírito Santo, completando a sua formação, posteriormente, em Portugal. Seguiu para Londres, onde se empregou na firma portuguesa Dourado Dias & Carvalho, chegando a condição de sócio do mesmo estabelecimento comercial.

## Chegada ao Recife
Chegando a Pernambuco nos primeiros anos do século XIX, casou-se com Maria Teodora da Costa, filha do abastado coronel Bento José da Costa.

## O revolucionário
Na Revolução Pernambucana de 1817, emergiu de maneira brilhante e singular. Pelas próprias circunstâncias de sua vida, era homem dono de grande capacidade de resolução. Os que na época trataram com ele, pintam-no amigo do mandar e do gastar, ambicioso e afável. Maçom, fizera em Londres amizades nos ambientes liberais e um de seus amigos mais próximos foi o general Francisco de Miranda, que lutara na guerra da Independência dos Estados Unidos, vindo da França com as tropas de Dumouriez. Miranda participara também de uma tentativa de emancipação da Colômbia em 1805, sufocada pelos espanhóis, e seu sonho somente se concretizou com Simón Bolivar, ao mesmo tempo em que ele morria no cárcere, na Espanha.
Inegavelmente, Martins foi um observador inteligente que percebeu a evolução das ideias liberais na Europa e bem compreendeu as aspirações particularistas latino-americanas. Pernambuco deveria ser para ele um capítulo glorioso de todo esse grande processo.

## Morte e Posteridade
Com a derrota dos revolucionários, foi capturado no Recife, e como Pernambuco estava sem governador português àquela altura, foi enviado para julgamento na Bahia, sendo fuzilado em 12 de junho de 1817 no Campo da Pólvora em Salvador.
Domingos José Martins foi homenageado pela Polícia Civil do Estado do Espírito Santo que o escolheu como patrono, assim como também é patrono do Instituto Histórico e Geográfico do Espírito Santo (IHGES) em Vitória, cuja data de fundação em 12 de junho de 1916 se deu 99 anos após sua morte. Além de haver escolas com seu nome, como a EMEF Cívico-Militar Domingos Martins no município de Montanha e a EEEF Domingos José Martins na cidade de Vila Velha, o revolucionário foi também homenageado tendo um município com seu nome nas montanhas capixabas.
No dia 16 de setembro de 2011 a presidente da República, Dilma Rousseff sancionou a lei 12.488, de autoria do Deputado Federal Maurício Rands, que inscreveu o nome de Domingos Martins no Livro dos Heróis da Pátria, o qual está depositado no Panteão da Pátria e da Liberdade Tancredo Neves.